# 朱塞佩·帕罗迪
朱塞佩·帕罗迪（義大利語：Giuseppe Parodi，1892年12月17日—1984年3月1日），意大利男子足球运动员，司职中场。他曾代表意大利国奥队参加1920年夏季奥林匹克运动会足球比赛，获得第四名。